# Цымбалюк, Юрий Григорьевич
Юрий Григорьевич Цымбалюк (род. 22 января 1953, Харьков) — советский футболист, нападающий, поигравший за «Металлист», «Карпаты», «Динамо» (Киев) и «Таврию». Мастер спорта СССР с 1977 года. До момента расформирования команды исполнял обязанности заместителя директора по спортивной работе в ФК «Харьков».

## Карьера игрока

### 1973—1977
Карьеру игрока начал в Харькове, в «Металлисте». Дебютировал 6 июля 1973 года в выездном матче с «Звездой» (Пермь), в котором харьковчане уступили 0:1. Цымбалюк вышел на замену во втором тайме вместо Михаила Смирнова. Уже в третьем своем матче (17 июля, «Металлист» — «Кузбасс» 4:2) Цымбалюк открыл счет своим голам в «Металлисте», поразив ворота уже на 5-й минуте. Всего в дебютном сезоне принял участие в 17 матчей, в которых забил 3 гола. По итогам сезона, занявший 19-е место из 20 «Металлист» оказался во второй лиге.
Следующий сезон команда провела успешно и смогла сходу вернутся в первую лигу. Одним из самых заметных лиц сезона стал Цымбалюк: он с учётом полуфинального и финального турниров провёл 45 матчей (больше всех), в которых забил 12 голов (больше — 13 — забил Иосиф Бордаш). 10 из своих голов он забил в основном турнире второй лиги, став лучшим бомбардиром команды вместе с тем же Бордашем.
В 1975 году Цымбалюк был одним из игроков основы и принял участие в 36 матчах. Однако команда выступила плохо: предпоследнее место и снова вылет во вторую лигу. Цымбалюк забил лишь 2 гола. Связано это с тем, что его нередко использовали в качестве защитника и полузащитника.
Следующий сезон стал для Цымбалюка одним из лучших в карьере. Нападающий принял участие во всех 38 матчах команды, в которых поразил ворота соперников 22 раза (в том числе 1 хет-трик и 4 дубля). Был штатным пенальтистом команды в том сезоне и 8 своих голов забил именно с одиннадцатиметровой отметки. 25 сентября 1976 года в домашнем матче с «Колосом» из Никополя Цымбалюк забил три гола. Однако, «Металлист» занял лишь второе место в своей группе и не смог вернуться в первую лигу.

### 1977—1981
Чемпионат 1977 года Цымбалюк начал в «Металлисте», за который успел провести 13 матчей (6 раз поражал ворота соперников). По ходу сезона перешёл в команду высшей лиги — «Карпаты». В высшей лиге дебютировал 4 июля в матче ЦСКА — «Карпаты» 1:2, а уже в следующем матче забил свой первый гол (хлёстким ударом, метров с 18 в ворота «Зенита» на 26 минуте, однако «Карпаты» матч проиграли 1:2). В том же чемпионате Цымбалюк получил свою первую красную карточку (в выездном матче с «Торпедо» Москва, закончившимся поражением «Карпат» 0:1). Несмотря на то, что «Карпаты» по итогам сезона покинули высшую лигу, Цымбалюк был приглашён в состав чемпиона страны — «Динамо» (Киев).
Однако в «Динамо» Цымбалюку закрепиться не удалось. Дебютировал он 19 марта 1978 года в Сочи, где в матче 1/16 финал Кубка СССР «Динамо» обыграло «Спартак» (Рязань) 3:0. Цымбалюк вышел на замену на 60-й минуте вместо Олега Блохина. В том, победном для «Динамо» кубке, выходил на поле ещё дважды и забил гол в ответном матче с рязанцами. Однако в матчах чемпионата Цымбалюк ни разу не появился на поле и в середине сезона вернулся в «Карпаты».
Чемпионат 1978 года в первой лиге «Карпаты» закончили на 4-м месте, лишь на одно очко отстав от «Динамо» Минск. Следующий, успешный для «Карпат» сезон, Цымбалюк начал во Львове. Однако уже в июле перешёл в «Таврию», где дебютировал 6 июля в домашнем матче с «Металлургом» Запорожье, закончившимся вничью 1:1. Первый гол забил 17 августа в ворота «Факела» (Воронеж), на 41 минуте сравняв счёт (матч закончился победой «Таврии» 3:1). Всего в том сезоне Цымбалюк выходил на поле 23 раза, в которых забил 13 голов (в том числе 2 дубля). Несмотря на то, что Цымбалюк пришёл по ходу сезона, он стал лучшим бомбардиром команды. «Таврия» заняла лишь 18 место.
В следующем, триумфальном для «Таврии» сезоне в первой лиге Цымбалюк уже не был лучшим. Он сыграл в 19 матчах, в которых забил лишь 9 голов, став третьим бомбардиром команды (лучшим с результатом в 33 гола был Владимир Науменко). По окончании сезона Цымбалюк вернулся в «Металлист».
В 1981 году «Металлист» готовился вернуться в высшую лигу. Посильную помощь в этом, по мнению главного тренера команды Евгения Лемешко, должен был оказать и Цымбалюк, который умел себя показать и в защите и в нападении. По мнению обозревателей, 1981 не был лучшим сезоном для Цымбалюка, они называли его игроком настроения. В своем последнем сезоне в качестве игрока Цымбалюк провёл 37 матчей в чемпионате и 7 матчей в кубке. Забивал он не часто: лишь 7 мячей в чемпионате (4-й показатель в команде) и 4 в кубке (лучший в команде). И там и там его команда добилась прекрасных результатов: в первенстве заняла первое место, а в кубке дошла до полуфинала, лишь в полуфинале в серии пенальти уступив «Спартаку» (Москва). Всего за «Металлист» Цымбалюк в официальных соревнованиях провёл 194 игры, в которых забил 56 голов. В списке бомбардиров за всю историю команды по состоянию на конец 2010 года занимал 5-е место.
По окончании карьеры Цымбалюк был начальником команды «Металлист» в 2000-е годы, а позже спортивным директорм в «Арсенале» (Харьков) и в его правопреемнике — ФК «Харьков» (до лета 2010 года, когда команда была расформирована).

## Достижения
- Обладатель Кубка СССР по футболу: 1978
- Победитель первой лиги СССР (3): 1979, 1980, 1981

## Статистика выступлений
| Клуб                 | Сезон        | Чемпионат | Чемпионат | Кубок | Кубок | Европа/Другое | Европа/Другое | Всего | Всего |
| Клуб                 | Сезон        | Матчи     | Голы      | Матчи | Голы  | Матчи         | Голы          | Матчи | Голы  |
| -------------------- | ------------ | --------- | --------- | ----- | ----- | ------------- | ------------- | ----- | ----- |
| Металлист            | 1973         | 17        | 3         | 0     | 0     | 0             | 0             | 17    | 3     |
| Металлист            | 1974         | 45        | 12        | 0     | 0     | 0             | 0             | 45    | 12    |
| Металлист            | 1975         | 36        | 2         | 1     | 0     | 0             | 0             | 37    | 2     |
| Металлист            | 1976         | 38        | 22        | 0     | 0     | 0             | 0             | 38    | 22    |
| Металлист            | 1977         | 13        | 6         | 0     | 0     | 0             | 0             | 13    | 6     |
| Металлист            | За всё время | 149       | 45        | 1     | 0     | 0             | 0             | 150   | 45    |
| Карпаты (Львов)      | 1977         | 16        | 4         | 0     | 0     | 0             | 0             | 16    | 4     |
| Динамо (Киев)        | 1978         | 0         | 0         | 3     | 1     | 0             | 0             | 3     | 1     |
| Карпаты (Львов)      | 1978         | 21        | 7         | 0     | 0     | 0             | 0             | 21    | 7     |
| Карпаты (Львов)      | 1979         | 7         | 1         | 3+    | 2+    | 0             | 0             | ?     | ?     |
| Карпаты (Львов)      | За всё время | 28        | 8         | 3+    | 2+    | 0             | 0             | ?     | ?     |
| Таврия (Симферополь) | 1978         | 24        | 13        | 0     | 0     | 0             | 0             | 24    | 13    |
| Таврия (Симферополь) | 1979         | 19        | 9         | 4+    | 1+    | 0             | 0             | ?     | ?     |
| Таврия (Симферополь) | За всё время | 43        | 22        | 4+    | 1+    | 0             | 0             | ?     | ?     |
| Металлист            | 1981         | 37        | 7         | 7     | 4     | 0             | 0             | 44    | 11    |
| За всё время         | За всё время | 273       | 86        | 18+   | 8+    | 0             | 0             | 291+  | 94+   |